# Carlo Abate
Carlo Abate, ( n. Milán, 20 de octubre de 1859 – Barre, 1 de agosto de 1941) fue un escultor italiano.

## Datos biográficos
Se diplomó en la Academia de Bellas Artes de Brera, en la que ingresó como miembro honorario en 1888. De ideas anarquistas, produjo dentro del estilo del Verismo, realismo que aborda temas de carácter humanitario: en 1889 talló Femmina y expuso en 1894 en la Trienal de Brera el grupo escultórico Panem nostrum quotidianum, que ganó un premio. Otras obras, conservadas en la Galería de Arte Moderno de Milán, son Ritratto del pittore Baronchelli (retrato del pintor y Baronchelli) y l' Autoritratto (Autorretrato) de 1935.

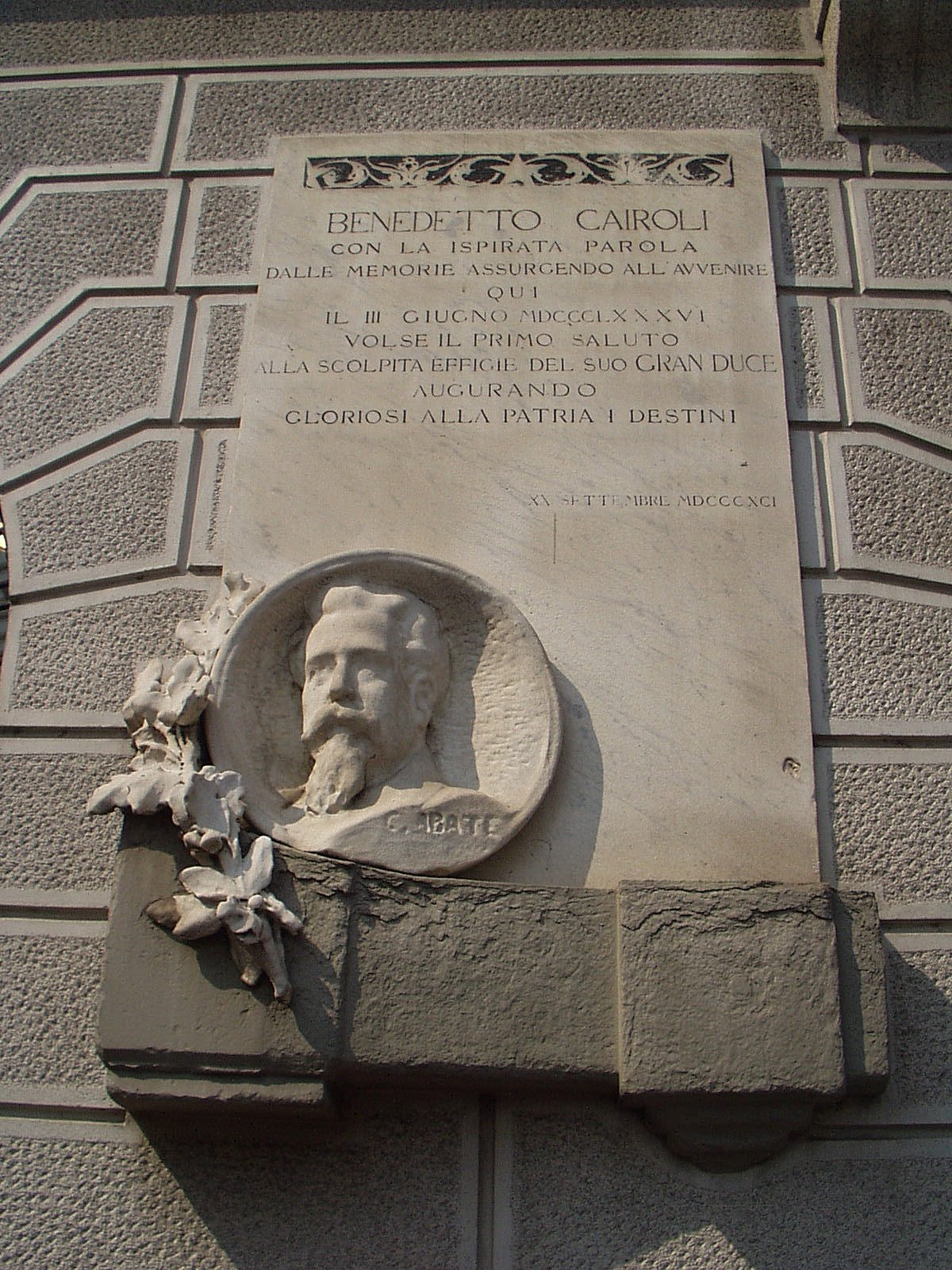
Lápida conmemorativa de
Benedetto Cairoli
1891, piazza Garibaldi Monza Pulsar sobre la imagen para ampliar.

Emigró a finales del siglo XIX a Barre, en el estado de Vermont, donde fue profesor en la numerosa colonia italiana . En el museo local está expuesto su relieve de George Washington y en el Ayuntamiento, el retrato de Thomas Edison.

## Obras
- 1889 - Femmina
- 1891 - Lapide commemorativa Benedetto Cairoli piazza Garibaldi - Monza
- 1894 - Panem nostrum quotidianum - Milán
- 1935 - Ritratto del pittore Baronchelli - Galleria d'Arte Moderna - Milán[1]
- 1935 - Autoritratto - Galleria d'Arte Moderna - Milán